# Acauloides ilonae
Acauloides ilonae is een hydroïdpoliep uit de familie Acaulidae. De poliep komt uit het geslacht Acauloides. Acauloides ilonae werd in 1966 voor het eerst wetenschappelijk beschreven door Brinckmann-Voss. 